# Социалната мрежа
„Социалната мрежа“ (на английски: The Social Network) е американски драматичен филм от 2010 г. на режисьора Дейвид Финчър. Сценарият, написан от Арън Соркин, е базиран на книгата на Бен Мезрич – „Фейсбук – милиардери по неволя“ (The Accidental Billionaires).

## Награди и номинации
| Категория                              | Номиниран(и)                | Резултат                    |
| Оскар (27 февруари 2011 г.)            | Оскар (27 февруари 2011 г.) | Оскар (27 февруари 2011 г.) |
| -------------------------------------- | --------------------------- | --------------------------- |
| Най-добър адаптиран сценарий           | Арън Соркин                 | награда                     |
| Най-добра филмова музика               | Трент Резнър и Атикъс Рос   | награда                     |
| Най-добър филмов монтаж                | Кърк Бакстър и Ангъс Уол    | награда                     |
| Най-добър филм                         | Най-добър филм              | номинация                   |
| Най-добър звук                         | Най-добър звук              | номинация                   |
| Най-добър режисьор                     | Дейвид Финчър               | номинация                   |
| Най-добра кинематография               | Джеф Кроненует              | номинация                   |
| Най-добра мъжка роля                   | Джеси Айзенбърг             | номинация                   |
| Награда на БАФТА (13 февруари 2011 г.) |                             |                             |
| Най-добра режисура                     | Дейвид Финчър               | награда                     |
| Най-добър адаптиран сценарий           | Арън Соркин                 | награда                     |
| Най-добър филмов монтаж                | Кърк Бакстър и Ангъс Уол    | награда                     |
| Най-добър филм                         | Най-добър филм              | номинация                   |
| Най-добър актьор в главна роля         | Джеси Айзенбърг             | номинация                   |
| Най-добър актьор в поддържаща роля     | Андрю Гарфийлд              | номинация                   |
| Златен глобус (16 януари 2011 г.)      |                             |                             |
| Най-добър филм – драма                 | Най-добър филм – драма      | награда                     |
| Най-добър режисьор                     | Дейвид Финчър               | награда                     |
| Най-добър сценарий                     | Арън Соркин                 | награда                     |
| Най-добра филмова музика               | Трент Резнър и Атикъс Рос   | награда                     |
| Най-добър актьор в драматичен филм     | Джеси Айзенбърг             | номинация                   |
| Най-добър актьор в поддържаща роля     | Андрю Гарфийлд              | номинация                   |
| Сателит (19 декември 2010 г.)          |                             |                             |
| Най-добър филм – драма                 | Най-добър филм – драма      | награда                     |
| Най-добър режисьор                     | Дейвид Финчър               | награда                     |
| Най-добър адаптиран сценарий           | Арън Соркин                 | награда                     |
| Най-добра филмова музика               | Трент Резнър и Атикъс Рос   | номинация                   |
| Най-добър филмов монтаж                | Кърк Бакстър и Ангъс Уол    | номинация                   |
| Най-добър актьор в драматичен филм     | Джеси Айзенбърг             | номинация                   |
| Най-добър актьор в поддържаща роля     | Андрю Гарфийлд              | номинация                   |
| Емпайър (27 март 2011 г.)              |                             |                             |
| Най-добър филм                         | Най-добър филм              | номинация                   |
| Най-добър режисьор                     | Дейвид Финчър               | номинация                   |
| Най-добър актьор                       | Джеси Айзенбърг             | номинация                   |